# گائو یولان
گائو یولان (انگلیسی: Gao Yulan؛ زادهٔ ۱۹۸۲) ورزشکار روئینگ اهل چین است.
وی در مسابقات کشوری و بین‌المللی در مجموع برندهٔ ۱ مدال نقره شده‌است.